# Грот-Агело
Грот-Агело (нід. Groot Agelo) — селище в нідерландській провінції Оверейсел. Входить до муніципалітету Дінкелланд.
Його площа становить 10,24 км², а населення станом на 2021 рік складало 375 осіб.
Перша згадка про населений пункт датується 1252 роком.

## Галерея

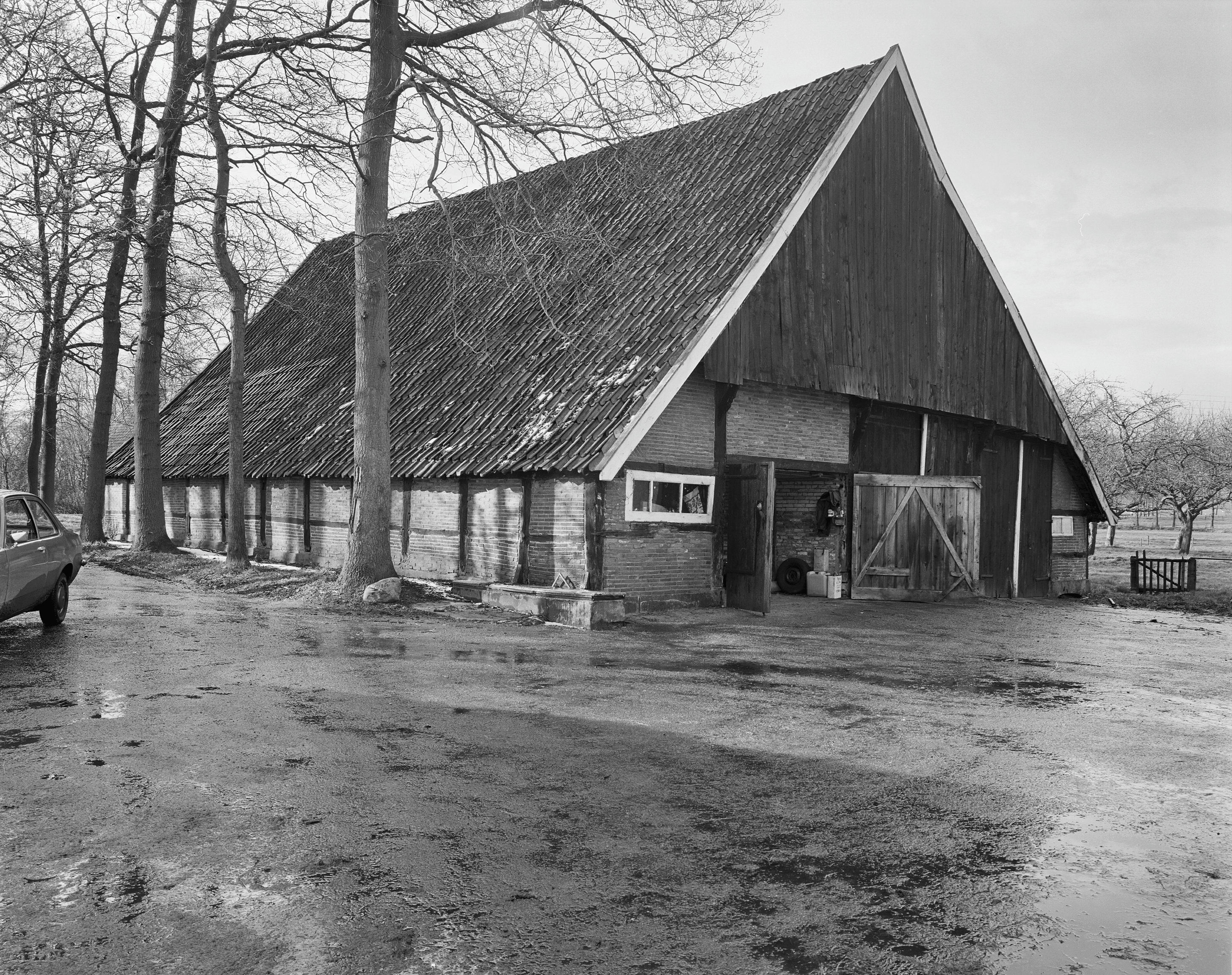
Стодола у селищі
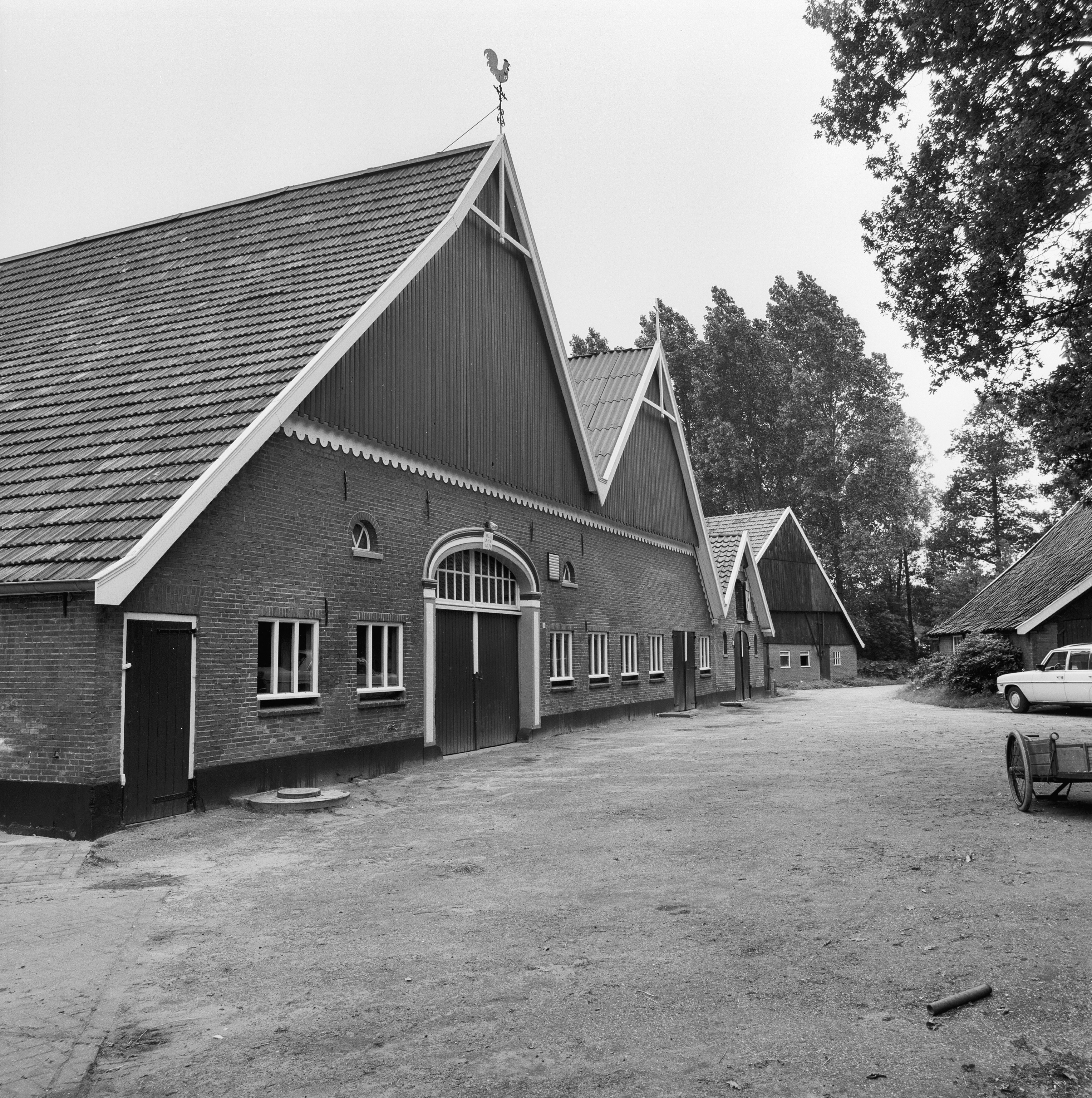
Будівля ферми
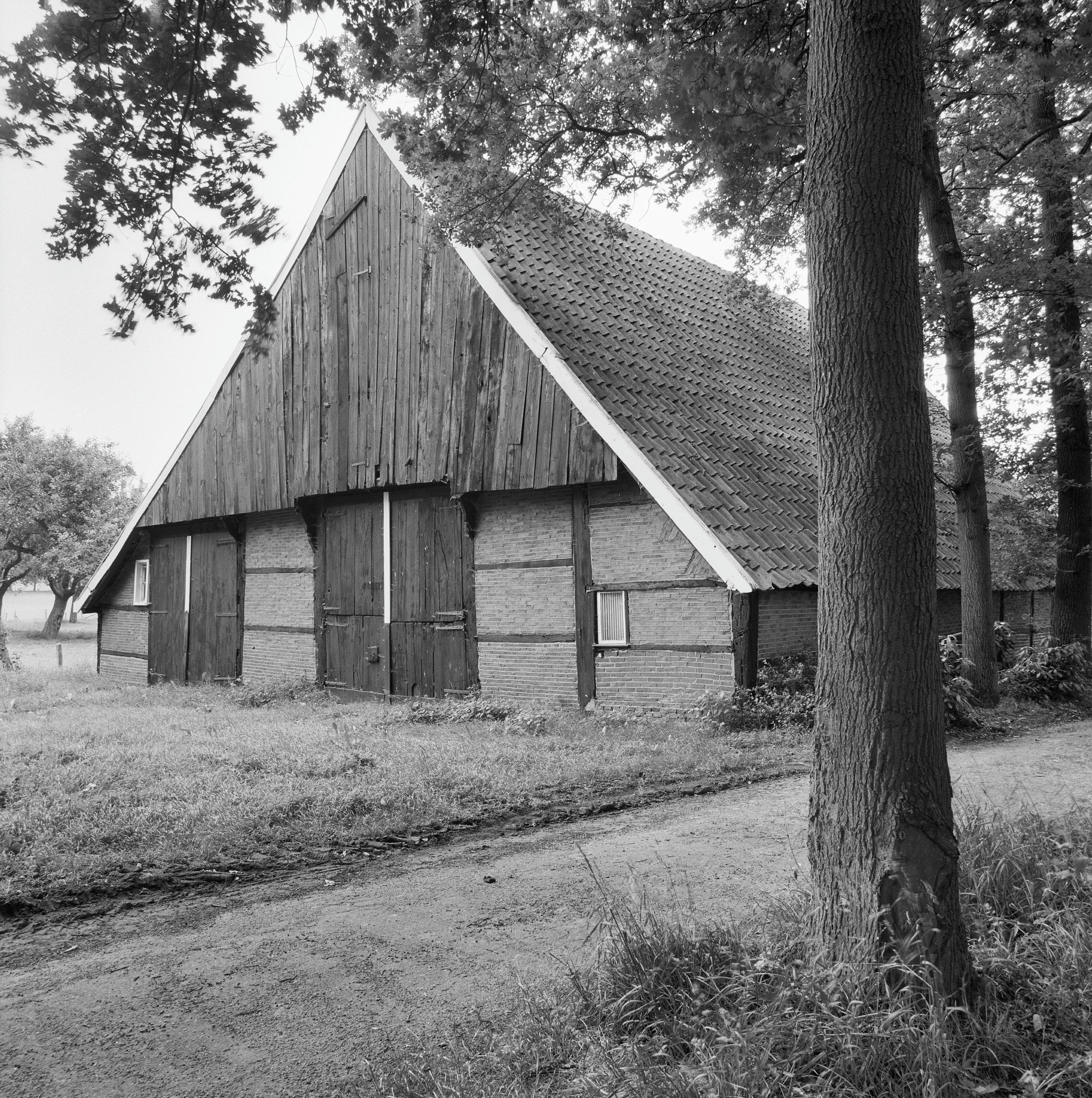
Стодола